# Skeletor
Skeletor (IPA: USA /ˈskel.ə.tɔːr/) är en fiktiv karaktär i serien Masters of the Universe. Skeletor är huvudskurken i serien och He-Mans ärkefiende. Han kallas "The Evil Lord of Destruction" och är en muskulös blå humanoid med en lila luva, som försöker erövra Castle Grayskull och lära sig de gamla hemligheterna för att regera över planeten Eternia. I de ursprungliga miniserierna och i Filmations TV-serie från 1983, anses Skeletor vara en ond demon-liknande varelse från Eternias systerplanet Infinita. I miniserier av Mattel var han dock tidigare Keldor, bror till kung Randor. I TV-serien av Mike Young Productions från 2002 var han en gång Keldor, men ingen familjerelation till kung Randor förklarades, men det bekräftades att de är halvbröder.

## Historia

### 1983 års TV-serie
Skeletor är en krigsherre som bor på Snake Mountain. Han var tidigare elev hos Hordak från Eternias systerplanet Etheria. Då Hordak invaderade Eternia bröt sig Hordak in och kidnappade ett av kungens och drottningens tvillingbarn.
I den tecknade filmen "The Secret of the Sword" visar det sig att Skeletor förrådde Hordak, som kidnappat prinsessan Adora då hans styrkor besegrats, och berättade vägen till Hordaks gömställe för Sorceress of Castle Grayskull och Man-At-Arms. 
Då Hordak drog sig tillbaka satte Skeletor upp sin bas vid Snake Mountain, och i "The Golden Discs of Knowledge" avslöjas Skeletor byggde (medan det i 2002 års TV-serie tidigare var kung Hiss baser). 
Skeletor kallar ibland sina medlemmar för "idioter." I avsnittet "The Problem With Power" lurar han He-Man att tro han dödade en man, så att He-Man kände sig själv.  
Hans röst lästes av Alan Oppenheimer.

### The New Adventures of He-Man
I The New Adventures of He-Man bär Skeletor en ny utrustning. Skeletor lurar Galactic Guardians Hydron och Flipshot att tro han har goda avsikter som behövs för att rädda deras hemplanet, Primus. Då de först inte vet vem av He-Man och Skeletor som är god eller ond, transporteras både Skeletor och He-Man till framtiden där Skeletor visar sig vara ond för invånarna då mutanterna anfaller. Skeletor och mutanternas ledare Flogg sluter avtal: Skeletor hjälper Flogg att erövra Primus i utbyte mot att Flogg hjälper till att förinta He-Man. Flogg fortsätter dock att leda mutanterna.
I avsnittet "Sword and Staff" hittar Skeletor en kraftfull kristall på Primus naturliga satellit Nordor och kraften gör honom starkare, baserat på leksaken "Disks of Doom Skeletor". I serien gör Skeletor flera försök att förinta He-Man och erövra Primus. Då Teela anländer till Primus berättar hon för Skeletor att Eternia varit en fridfull plats sedan han försvann. Skeletor lyckas erövra Primus genom att lura planetens härskare Master Sebrian att tro att mutanterna vill ha fred. Flogg utropar sig till kung av Primus och mutanterna övertar planeten, medan Skeletor slåss mot He-Man och det växande uppror mot mutantinvasionen. Mutanterna behåller kontrollen över planeten för en tid; vilket Mara förklarar i avsnittet "Skeletor's Victory", att hon och He-Man varit ute i vildmarkerna i flera dagar. Mutanterna tvingas dock fly Primus då planetens befolkning går samman mot dem och deras moderskepp skickas iväg. Skeletor och Floggs dominans över Primus varar i totalt fem avsnitt, "The Gift", "Skeletor's Victory", "He-Man in Exile", "The Seeds of Resistance" och "The Battle of Levitan".
Skeletor arbetar även med den kvinnliga mutanten Crita som bor i moderskeppet. Han flirtar och dansar med henne, men i "Escape the Galolotia" visar han sig villig att förinta henne. Men Crita förlåter Skeletor, som skickar henne till Nekron för att hjälpa de onda Gleanonkrigarna i kriget mot de fridfulla Mytes. 
Mot slutet av serien deltar Skeletor och mutanterna i Galactic Games, där de slåss mot Galactic Guardians och He-Man. Galactic Guardians vinner spelen, men organisatörerna kidnappar dem. Under fångenskapen beslutar sig finally att anfalla Primus med alla möjligheter han har, bland annat med hjälp Gleanons, ledda av Crita. Skeletor planerar slutstriden mot He-Man. Mutanterna lyckas återigen erövra Primus, med Galactic Guardians och He-Man frånvarande, men Galactic Guardians sticker iväg till stjärnfarkosten Eternia. Primus folk lyckas återigen besegra mutanterna och Flogg inser att han förlorat, och går med på att ge upp. Skeletor blir då arg på Flogg. Flogg försöker skjuta Skeletor, men stoppas av Crita. Skeletor transporterar sedan sig själv, Crita, He-Man och Mara till de gamla ruinerna vid en oas på Primus och utmanar He-Man på en slutstrid. Skeletor tas till fånga och Mara lyfter upp Crita och kastar henne på Skeletor, och båda faller av en klippa och in i en rymdkapsel. He-Man lyckas ta Skeletors medhjälpare till fånga och med hjälp av sitt magiska svärd lyckas han fånga Skeletor och Crita i rymdkapseln och de skickas iväg ut i rymden. Skeletor lovar Crita att han kommer återvända för att förinta He-Man. 
Den andra säsongen skulle ha innehållit Skeletors återkomst till Eternia. Men någon andra säsong producerades aldrig
I avsnittet "Adam's Adventure" visar han sig vara allergisk mot blommor.
Campbell Lane läser här Skeletors röst.
Steven Grant, författare till en miniserie efter 1983 års TV-serie, menade att så länge han kunnat minnas var Skeletor alltid Keldor, ." men först med leksakerna Masters of the Universe Classics beskrevs hans bakgrund djupare.
I serienThe New Adventures of He-Man arbetar Skeletor och mutantledare Flogg för att erövra Eternia och förinta He-Man.I avsnittet"Sword and Staff" hittar Skeletor en kristall på Primus satellite Nordor och gör sig med dess kraft till starkare och elakare en någonsin. I denna serien är han, trots sina komiska fraser, ofta mer kompetent och hotfull än i 1983 års version.

## 2002 års TV-serie
Skeletor var först krigsherren Keldor som tränades av Hordak. Han samlade ett gäng krigare för att anfalla Hall of Wisdom. De mötte motstånd av kapten Randor och hans officerare; Keldor slogs mot Randor i en svärdsduell, men Randor avväpnade Skeletor. Keldor kastade en frätande syra mot honom. Randor parerade den med sin sköld, och syran träffade Keldors huvud.
Evil-Lyn tog Keldor till Hordak, som räddade Keldors liv. Keldors ansikte blev dock vanställt till att likna en dödskalle och han började nu kalla sig för Skeletor.
Skeletor blev fångad i den mörka hempisfären genom en mystisk mur, och uppfann en maskin som skulle förstöra muren, men den behövde koroditkristallen som kraftkälla. När Mer-Man hämtade den, förstörde Skeletor muren och återvände och hotade Eternia.
I denna version känner Skeletor inte Castle Grayskulls hemligheter förrän ett stort fiskmonster ger sig iväg mot slottet och de eterniska krigarna ledda av Man-At-Arms och He-Man stoppar det, då Skeletor började undra vad de ville skydda. Skeletor går till anfall tillsammans med Count Marzo, Evilseed, tre onda jättar och Webstor. Då kung Hiss och Snake Men befrias från fängelsehålan tar kung Hiss Skeletor till fånga, men Skeletor sticker då kung Hiss besegrats.
Skeletor förstör sedan Hordaks uppehållsort för att hindra honom från att återvända. Mot slutet av andra säsongen släpper kung Hiss Serpos, ormen som legat på Snake Mountain. Därefter besegras Serpos. Om säsong tre producerats skulle såväl Skeletor som He-Man hamnat i bråk med Hordak.
Precis som övriga figurer i Mike Young Productions serie, är Skeletor baserad på actionfiguren från Four Horsemen.

## 1987 års film
1987 släppte Cannon Films en filmversion, där Skeletor spelades av Frank Langella. För att förbereda sig för rollen frågade Frank Langella sina barn frågor om figuren, och tittade på den tecknade TV-serien.
I filmen var Skeletor mer våldsam, och han straffar sina medhjälpare om de misslyckas, tar He-Man till fånga och torterar honom. Han erövrar även Castle Grayskull. I filmens slut tar han sig upp ur vattnet, där han hamnat, och säger att han skall återkomma.

## Miniserier före 1983 års TV-serie
Skeletor är även fiende till Hordak. Skeletors fästning heter Snake Mountain. I miniserierna som producerades åren 1981-1983 var Skeletor något annorlunda jämfört med senare beskrivningar. Även annat är olikt, här finns heller inte Eternias kungliga domstol, kung Randor, drottning Marlena eller prins Adam.

## Miniserier efter 1983 års TV-serie
I miniserierna efter 1983 års TV-serie visar det sig att Skeletor ursprungligen är Keldor, kung Randors bror.

## Panthor
Panthor är Skeletors husdjur, en stor lila panter som motsvarar He-Mans Battle Cat. I strid bär Panthor en rustning, så att Skeletor kan rida på honom.